# 산더르 보스커르
산더르 보스커르(Sander Bernard Jozef Boschker)는 은퇴한 네덜란드의 축구 선수이다.